# روندانینا
روندانینا (به ایتالیایی: Rondanina) یک کومونه در ایتالیا است که در استان جنوا واقع شده‌است.

## خصوصیات
روندانینا ۱۲٫۷ کیلومترمربع مساحت و ۷۹ نفر جمعیت دارد و ۹۸۱ متر بالاتر از سطح دریا واقع شده‌است.